# Teatro de Pompeyo

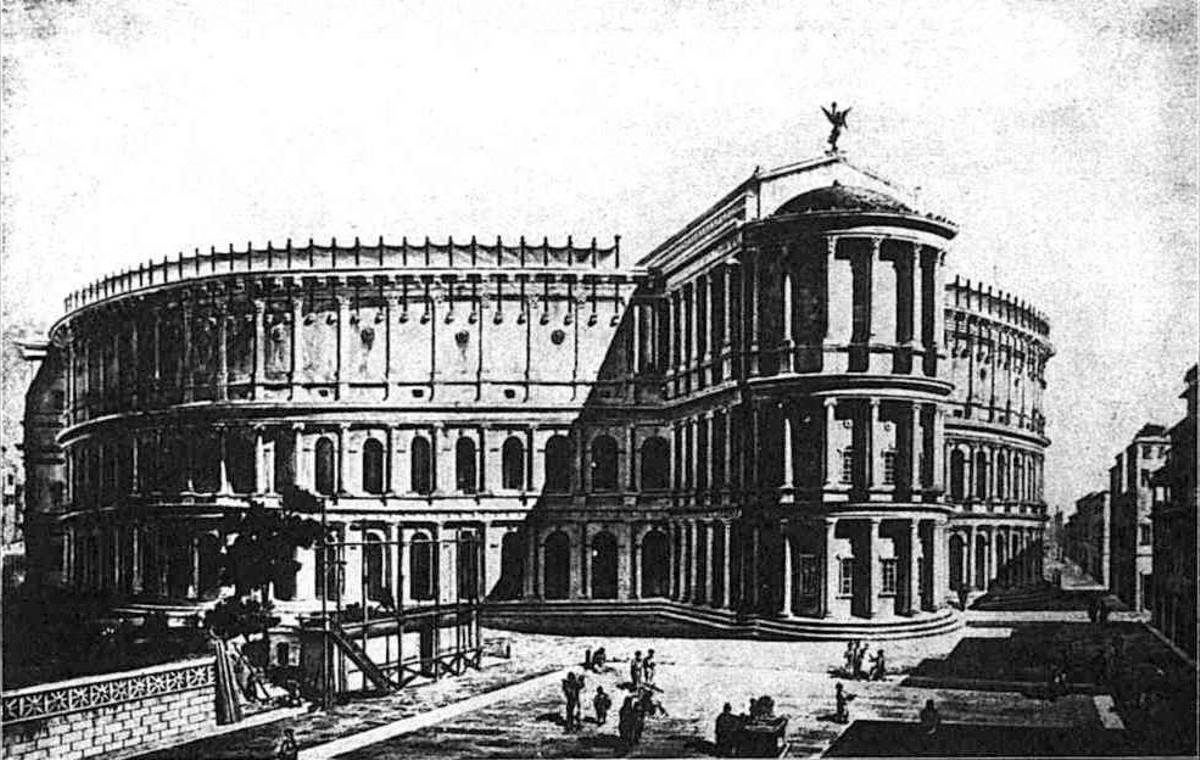
Recreación del exterior del Teatro de Pompeyo.

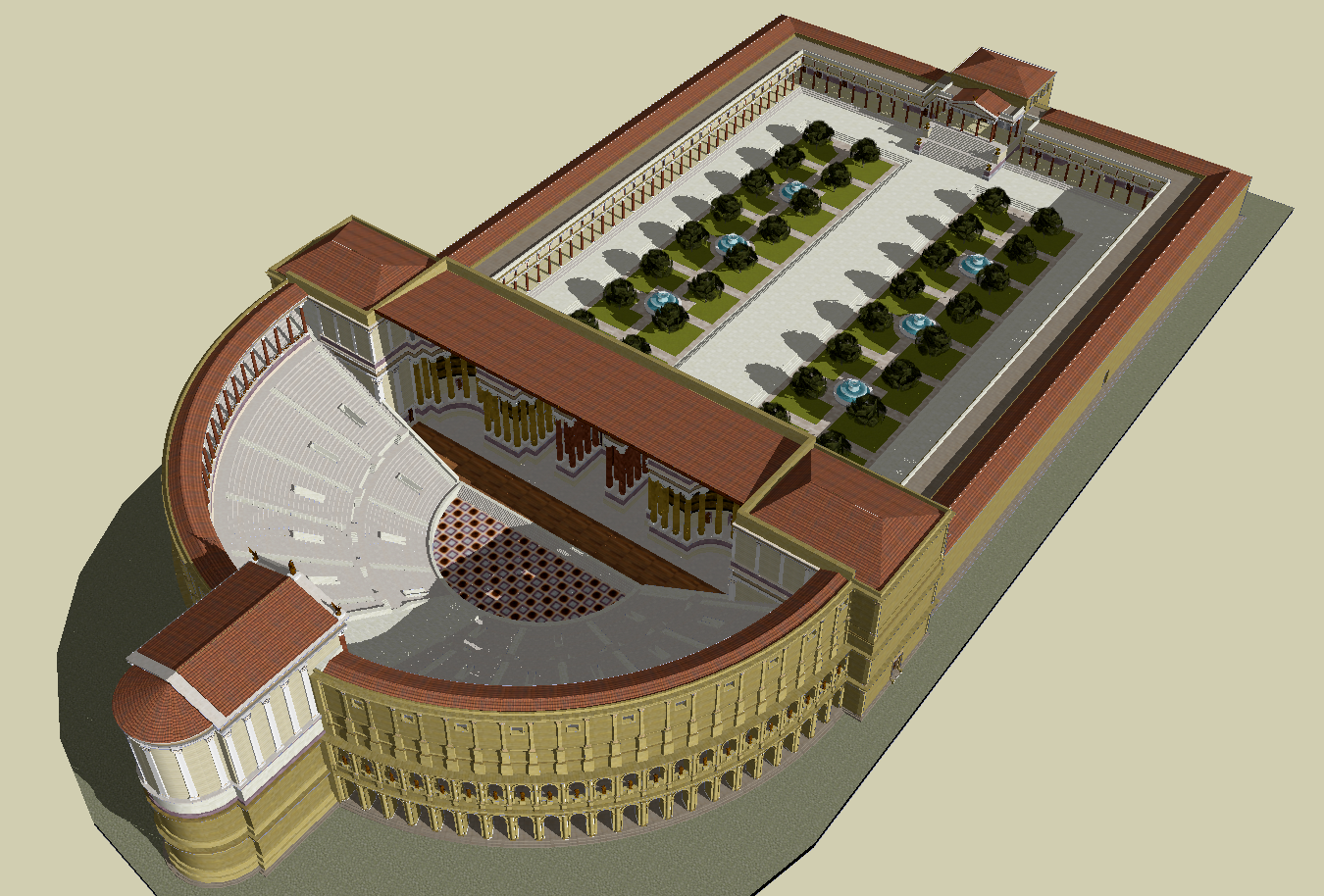
Recreacción del interior del Teatro de Pompeyo.

El Teatro de Pompeyo (Theatrum Pompeii en latín) fue un antiguo edificio público de la ciudad de Roma. Edificado durante la República, en torno al año 55 a. C., se mantuvo en uso hasta el siglo V d. C.

## Descripción
Fue uno de los primeros edificios permanentes de la ciudad de Roma, y el primer edificio de la ciudad construido en mármol, lo que también le valió el apelativo de teatro de mármol.
No era simplemente un teatro, sino que el complejo contaba además con un enorme peristilo rectangular decorado con estatuas en exedras, así como con un espacio destinado a encuentros públicos.
El teatro se coronaba con un templo dedicado a Venus Victoriosa (Venus Victrix en latín), deidad personal de Pompeyo. Esta particularidad del templo ha sido interpretada por algunos especialistas como una estrategia para evitar que tal edificio fuera considerado una simple extravagancia personal.
Las dimensiones del teatro eran enormes. La cávea contaba con 150 metros de diámetro, y en su zona central se situaba una gran escalinata semicircular en forma de exedra que ascendía al templo situado en la parte superior. Tras el gran frente de escena de 90 metros se situaba un gran peristilo de columnas de granito que rodeaba el jardín, y al otro extremo de este se encontraba la llamada Curia Pompeii, en la que accidentalmente se estaba reuniendo el Senado romano en marzo del año 44 a. C., y donde por ello fue asesinado Julio César. Esta curia, según Suetonio (Vita Div. Iul. 88) y otros autores antiguos fue tapiada como lugar nefasto, siendo el espacio convertido más tarde en unas letrinas públicas.
La arquitectura de este teatro, aunque basado en los griegos, suponía diferencias fundamentales y marcaría el prototipo de teatro romano, estableciendo la tipología estructural que sería ampliamente repetida en teatros y anfiteatros por todo el mundo romano. Al contrario que los teatros griegos, que eran edificados aprovechando las pendientes naturales de laderas o montañas para construir la cávea, en Roma ésta se apoyaba en una estructura formada por corredores abovedados que desde el nivel de la calle permitían acceder a las distintas partes del graderío. Esta sofisticación del teatro no supuso que los romanos no aprovecharan las pendientes naturales del terreno para edificar sus teatros, pero sí les permitió construirlos, cuando no las había, en zonas llanas. El recinto finalmente era cerrado por un frente de escena de mucha mayor entidad que en los teatros griegos, lo cual mejoraba la acústica del recinto y además permitía controlar el acceso al mismo.

## Arqueología

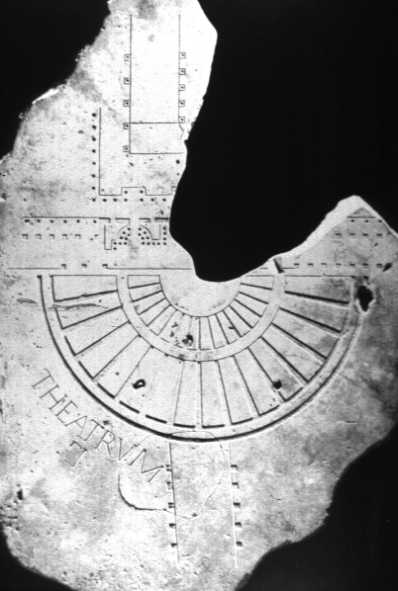
El teatro de Pompeyo en época de Septimio Severo en la forma Urbis

La zona fue excavada durante las décadas de los 20 y los 30 del siglo XX. Los restos del lado este del pórtico unido al teatro así como tres de los otros cuatro templos asociados habitualmente al teatro pueden observarse en el Largo di Torre Argentina. El cuarto de estos templos sin embargo se encuentra en gran medida bajo la actual trama de la ciudad. Los escasos restos del templo propiamente dicho se encuentran en el subsuelo de la Via di Grotta Pinta, y algunas bóvedas también pueden observarse en sótanos y restaurantes de esta misma calle.
El teatro se mantuvo en uso hasta el siglo V d. C., aunque durante la Edad Media siguió existiendo aunque usado como cantera de piedra.
| Planta intemporal de la parte central del Campo de Marte (Campus Martius) |
| --- |
| Termas de Nerón Estadio de Domiciano Panteón Basílica de Neptuno Termas de Agripa Stagnum? Odeón de Domiciano ¿Almacenes? Saepta Julia Diribitorium Porticus Divorum Aqua Virgo Arco de Claudio Porticus Vipsania Cuarteles de las Vigiles Templo de Isis y Serapis Templo de Minerva Chalcidica Altar de Marte Via Flaminia Via Flaminia Templo de Adriano Templo de Matidia Teatro de Pompeyo Templos de Largo Argentina Porticus Minucia Columna de Marco Aurelio T. de M.Aurelius y Faustina (?) Arco de M. Aurelio (?) Columna de Antoninus Pius Ustrinum Antoninorum Ustrinum M. Aurelii Via Recta Pórtico de Pompeyo Arcus Novus Porticus Meleagri Porticus de los Argonautas Piazza della Rotonda Villa Publica |